# Andréas Winding
Pour les articles homonymes, voir Winding.
Andréas Winding est un directeur de la photographie français, né le 2 février 1928 à Cagnes-sur-Mer (Alpes-Maritimes), mort d'une crise cardiaque le 17 août 1977 à Saint-Cloud (Hauts-de-Seine).

## Biographie
Andréas Winding était le mari de la monteuse Geneviève Winding et le père de Jean-Christophe Winding et Romain Winding, également directeur de la photographie.
Il a eu pour assistant pendant plusieurs années, William Lubtchansky. Ce dernier reconnaîtra en lui un « maître » classique.

## Filmographie

### Cadreur
- 1958 : Une vie d'Alexandre Astruc
- 1959 : Le Déjeuner sur l'herbe de Jean Renoir

### Directeur de la photographie
- 1960 : Matisse ou Le talent de bonheur (court métrage)
- 1963 : Les Grands Chemins de Christian Marquand
- 1963 : Le Tout pour le tout de Patrice Dally
- 1964 : O Santo Módico
- 1964 : L'Année du bac de Maurice Delbez et José-André Lacour
- 1964 : Aurélia, court métrage d'Anne Dastrée
- 1964 : Une ravissante idiote d'Édouard Molinaro
- 1964 : La Chasse à l'homme d'Édouard Molinaro
- 1965 : La Tête du client de Jacques Poitrenaud
- 1966 : Safari diamants de Michel Drach
- 1967 : Dina chez les rois de Dominique Delouche
- 1967 : La Vingt-cinquième Heure d' Henri Verneuil
- 1967 : Le Grand Dadais de Pierre Granier-Deferre
- 1967 : Playtime de Jacques Tati
- 1968 : La Prisonnière de Henri-Georges Clouzot
- 1969 : Les Chemins de Katmandou d'André Cayatte
- 1970 : Remparts d'argile de Jean-Louis Bertuccelli
- 1970 : Le Passager de la pluie de René Clément
- 1970 : Poupée d'amour (Nana) de Mac Ahlberg
- 1971 : Deux enfants qui s'aiment (Friends) de Lewis Gilbert
- 1971 : La Maison sous les arbres de René Clément
- 1972 : Le Temps d'aimer (A Time for Loving) de Christopher Miles
- 1972 : Le Rempart des Béguines de Guy Casaril
- 1972 : Paulina 1880 de Jean-Louis Bertuccelli
- 1972 : La Scoumoune de José Giovanni
- 1973 : Don Juan 73 de Roger Vadim
- 1973 : L'Événement le plus important depuis que l'homme a marché sur la Lune de Jacques Demy
- 1974 : Un amour de pluie de Jean-Claude Brialy
- 1974 : Le Trio infernal de Francis Girod
- 1975 : Section spéciale de Costa-Gavras
- 1975 : Sept morts sur ordonnance de Jacques Rouffio
- 1976 : Néa de Nelly Kaplan
- 1977 : Violette et François de Jacques Rouffio
- 1977 : L'Imprécateur de Jean-Louis Bertuccelli

## Nominations
- César de la meilleure photographie 1978 : L'Imprécateur